# Gary O’Shaughnessy
Gary O’Shaughnessy ist ein irischer Sänger.

## Leben und Wirken
Gary O’Shaughnessy begann das Gitarrespielen als Zwölfjähriger. Zusammen mit seinem Bruder Brian bildete er das Duo 2 of a kind und hatte Auftritte in Irland, England und Spanien. Er scheiterte bereits zweimal in der irischen Vorentscheidung zum Eurovision Song Contest, 2001 schließlich gewann er und durfte daher beim Eurovision Song Contest 2001 in Kopenhagen für Irland antreten. Sein Titel Without your Love erreichte den 21. Platz.
Er ist der Onkel von Ryan O’Shaughnessy, der Irland 2018 beim Eurovision Song Contest mit dem Lied Together vertrat.